# C' Chartres MHB
El C' Chartres Métropole Handball es un club de balonmano de la localidad francesa de Chartres. En la actualidad juega en la LNH.

## Plantilla 2024-25
|  | Porteros - 01 Tom Dufour - 12 Manuel Gaspar - 99 Milan Bomaštar Extremos izquierdos - 03 Vanja Ilić - 92 Nael Tighiouart - 96 Gaël Tribillon Extremos derechos - 19 Svetlin Dimitrov - 24 Valentin Bzdynga Pívots - 07 Adrià Figueras - 13 Paulo Moreno - 69 Hugo Jund | Laterales izquierdos - 15 Nik Henigman - 95 Quentin Minel - 97 Yvan Verin Centrales - 04 Eduardo Cadarso - 18 Sergey Kudinov Laterales derechos - 14 Matic Grošelj - 33 Yassine Ben Salem - 57 Vinicios Carvalho |